# ドライジーネ

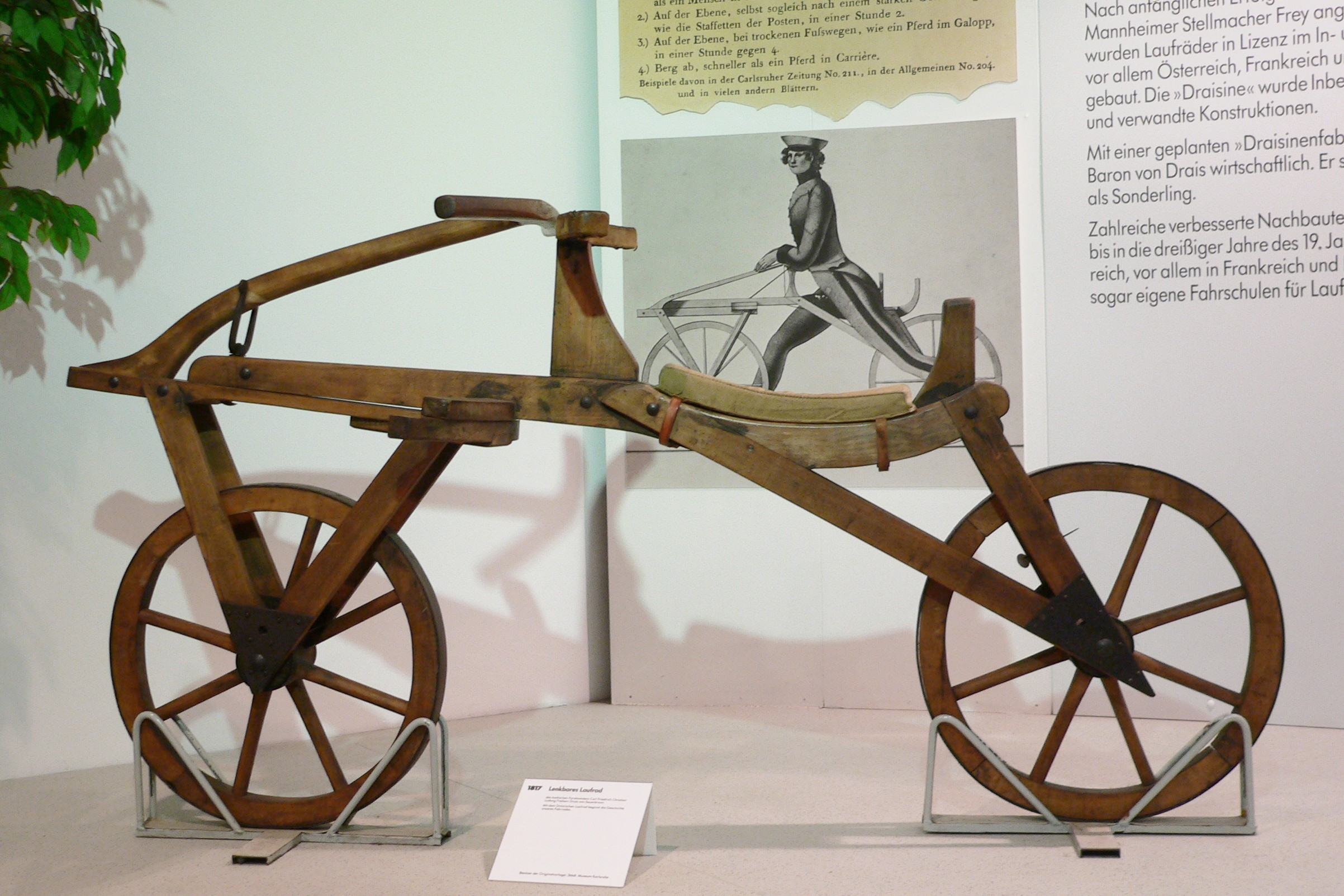
ドイツ・ツヴァイラートとNSU博物館のドライジーネ

ドライジーネ（独: Draisine）とは、1817年、ドイツのカール・フォン・ドライス男爵が発明した人力二輪車である。二輪自転車の起源とされている。

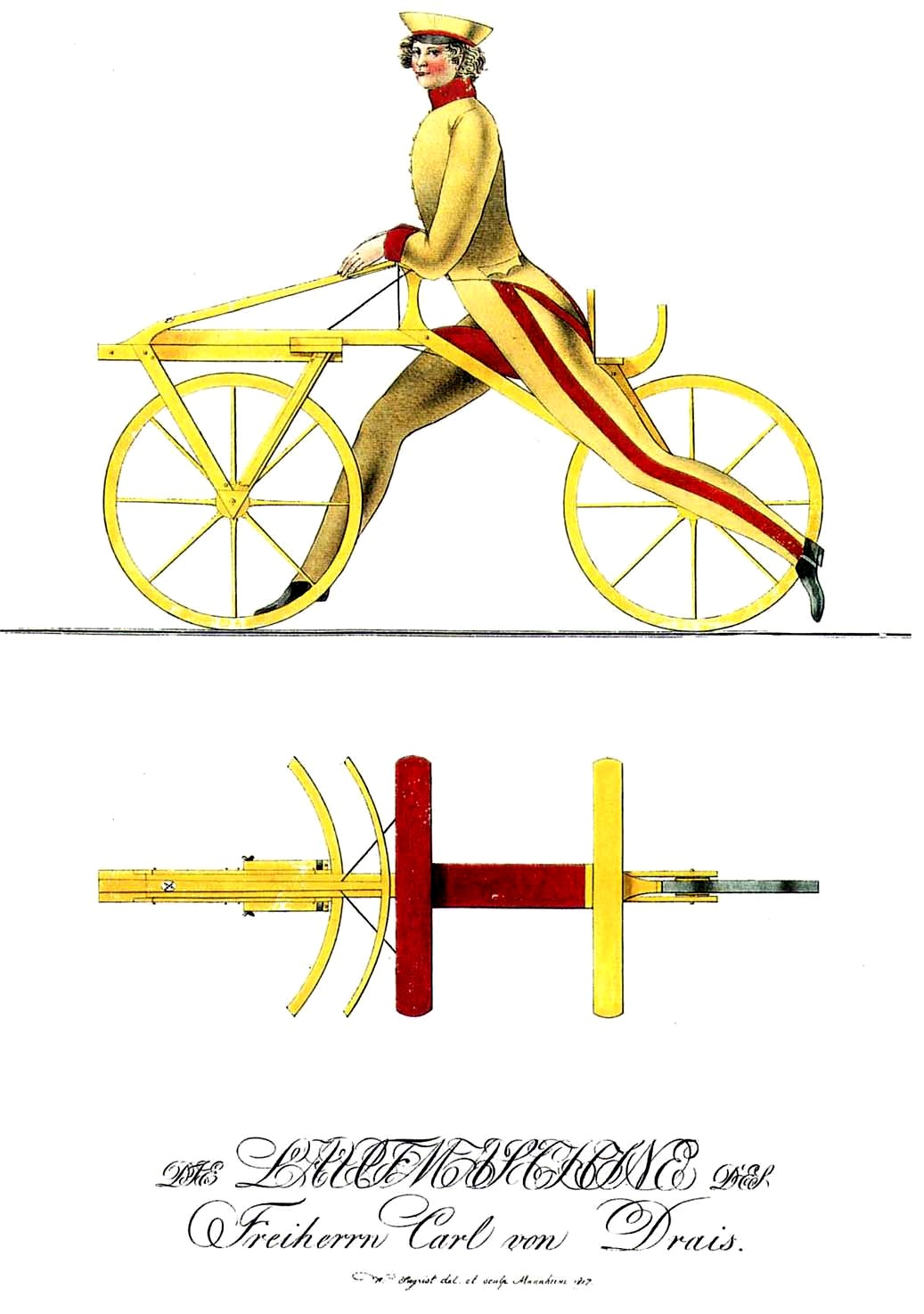
1817年の発行物に記載されたドライジーネ

## 概要
木製の乗り物で、前輪の向きを変えることができるハンドルと、前後同じ直径の二つの車輪を備えていた。クランクやペダル、チェーンといった駆動装置はなく、足で直接地面を蹴って走るものであったが、当時の書物には、ドライジーネが37kmを2時間30分で走ることができたという記録が示されている。これは時速15km/hに相当する。

## 歴史
1815年、インドネシアのタンボラ山が大噴火した影響で翌年まで世界的な異常低温気候が続き（夏のない年）、作物が十分に育たずに馬の大量死が起きた。ドライス馬の代わりを探し、「馬のいらない四輪馬車」を考案。ドイツ・バーデンにおいて特許を申請した。しかし、これは画期的なものとは考えられず却下された。1817年、ドライスは試行錯誤の末、二本足で地面を蹴って走る「ドライジーネ」を発明し、年6月12日、一般に公開。マンハイムからシュヴェツィンゲンまで約15 kmの区間をわずか1時間で往復。そのスピードは駅馬車よりも速く、人々に大きな衝撃を与えた。更に1カ月後の1817年7月、ドライスはドライジーネにまたがり、駅馬車とレースを行い、駅馬車の4分の1の所要時間となる4時間で約50kmを走破。当時の書物には、駅馬車に完勝した記録が残っており、これが史上初の二輪車のレースの記録とされている。1817年、バーデンとパリの登記所にて「ドライジーネ」の特許は受理され、1818年1月22日、ドライスはバーデンにて10年にわたる商業権を認められた。

## ドライジーネが他の二輪車起源説と違う点

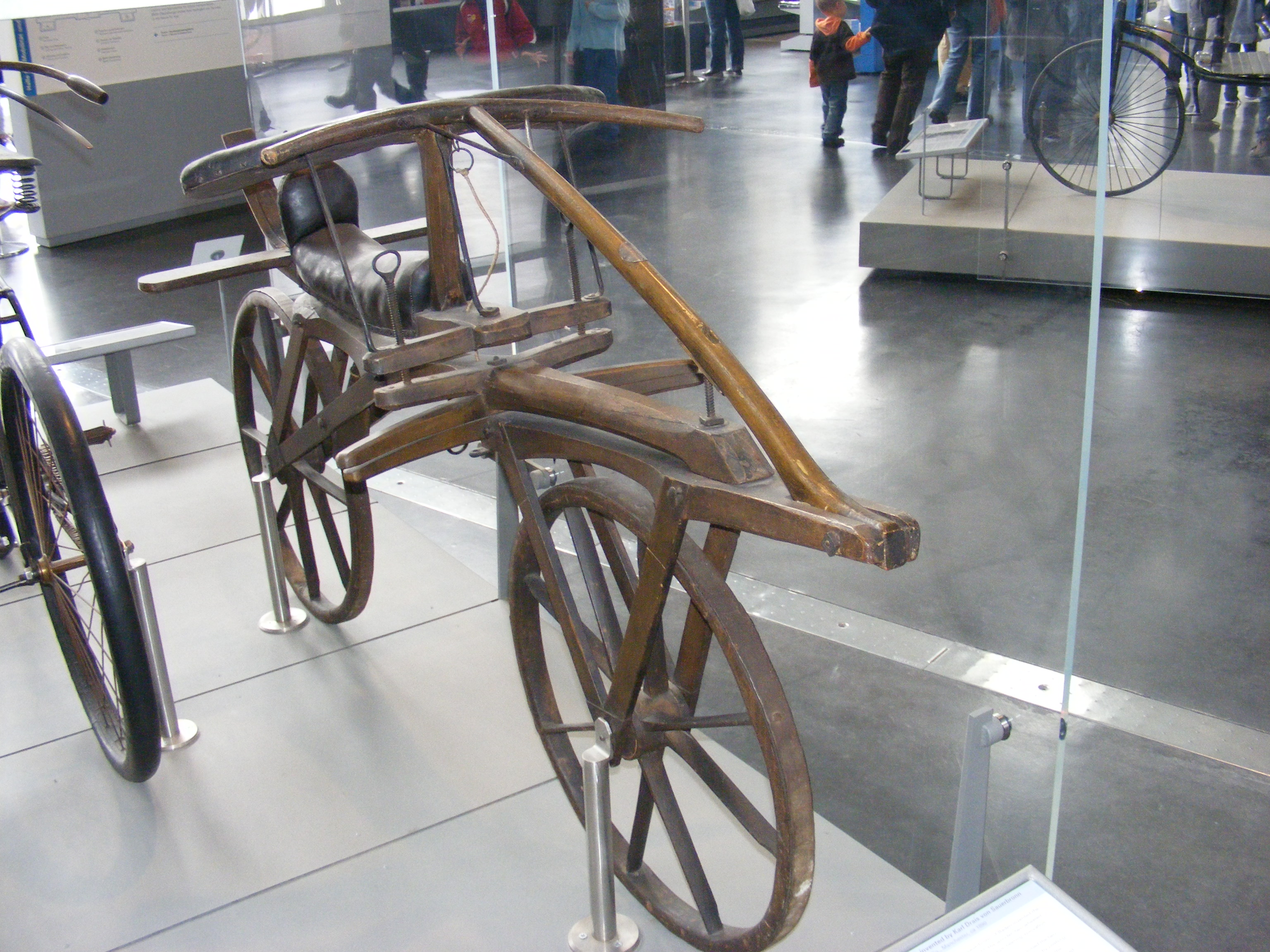
初期のドライジーネ

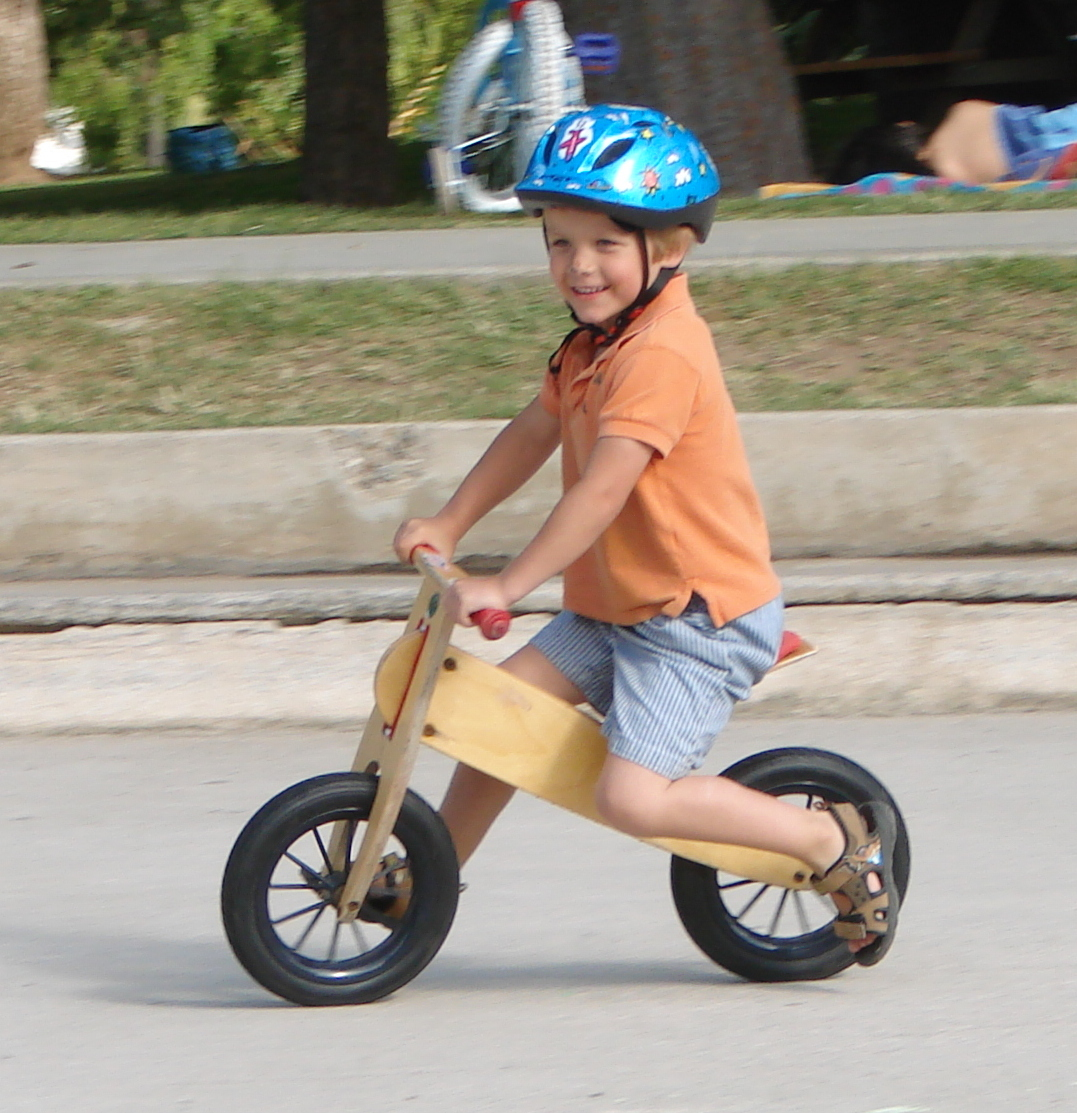
ドライジーネと同じ形状であるバランスバイクに乗る少年。21世紀になり、補助輪よりも効果的な自転車の練習法として見直されている

1. 特許申請証が現存している
1817年末、バーデンとパリの登記所にて「ドライジーネ」の特許を申請。1818年1月22日、ドライスはドイツ・バーデンにて10年にわたる商業権を認められた。また、1818年2月17日にフランス・パリでも特許を取得しており、この時の記録は現在も残っている[8]。加えて、1817年7月に駅馬車とレースを行った記録も複数の書物で確認できることから、極めて信憑性が高い[9]。
2. 後の自転車の発展に影響を与え、歴史が連続している
ドライスは特許申請の翌年、1818年にドイツ国内だけでなく、パリにも出向き、公園にて「ドライジーネ」の試乗会を開催した。試乗会は3000人の観衆を集め、新聞、戯画など人々の間で大きな話題となり、更にはドライスの風刺劇まで公演される大成功を収めた。その話題はドーバー海峡をこえ英国人のジョンソンの耳に届くと、彼が鉄製フレームを使って模造することで、自転車はさらなる進化を遂げていくことになる[10]。

## 他国による自転車起源の主張
ドライジーネの登場と同時代にフランスやソ連で同様の二輪車が発明されていたという起源の主張があり、日本でも1970年頃まではフランスの「セレリフェール」という二輪車が自転車の始祖であるという説が有力であった。しかし、それらは後の研究で反証され、存在の立証ができずに自転車の正史としては認められることはなかった。特にイタリアで主張されたレオナルド・ダ・ヴィンチの自転車のスケッチは大きな物議をかもすことになった。1500年代にレオナルド・ダ・ヴィンチが自転車のスケッチをしたという原稿が見つかったというものだった。しかし、これは1960年代にダ・ビンチの手書き原稿を修復したイタリア人のある修道士が、もともと描かれていた二つの円を自転車の車輪に見立て、ペダルやチェーンなどを加筆することで、自転車に仕立てたものだとされている。このスケッチが描かれた紙は、16世紀に保存上の必要から二つ折りに糊付けされていたが、修道士が加筆する直前、歴史学者のペドレッチが強い照明を使い透かした当初、描かれていたのは二つの円だけだった。